# Anaphes angustipennis
Anaphes angustipennis är en stekelart som först beskrevs av Debauche 1948.  Anaphes angustipennis ingår i släktet Anaphes och familjen dvärgsteklar. Inga underarter finns listade i Catalogue of Life.